# Hylaeamys oniscus
Hylaeamys oniscus је врста глодара из породице хрчкова (Cricetidae). 

## Распрострањење
Бразил је једино познато природно станиште врсте.

## Станиште
Врста Hylaeamys oniscus има станиште на копну.

## Угроженост
Ова врста се сматра рањивом у погледу угрожености врсте од изумирања.

### Популациони тренд
Популација ове врсте се смањује, судећи по расположивим подацима.